# Sainte-Foy-de-Peyrolières
Sainte-Foy-de-Peyrolières is een gemeente in het Franse departement Haute-Garonne (regio Occitanie). De plaats maakt deel uit van het arrondissement Muret. Sainte-Foy-de-Peyrolières telde op 1 januari 2022 2.093 inwoners. 

## Geografie
De oppervlakte van Sainte-Foy-de-Peyrolières bedroeg op 1 januari 2022 38,02 vierkante kilometer; de bevolkingsdichtheid was toen 55 inwoners per km².

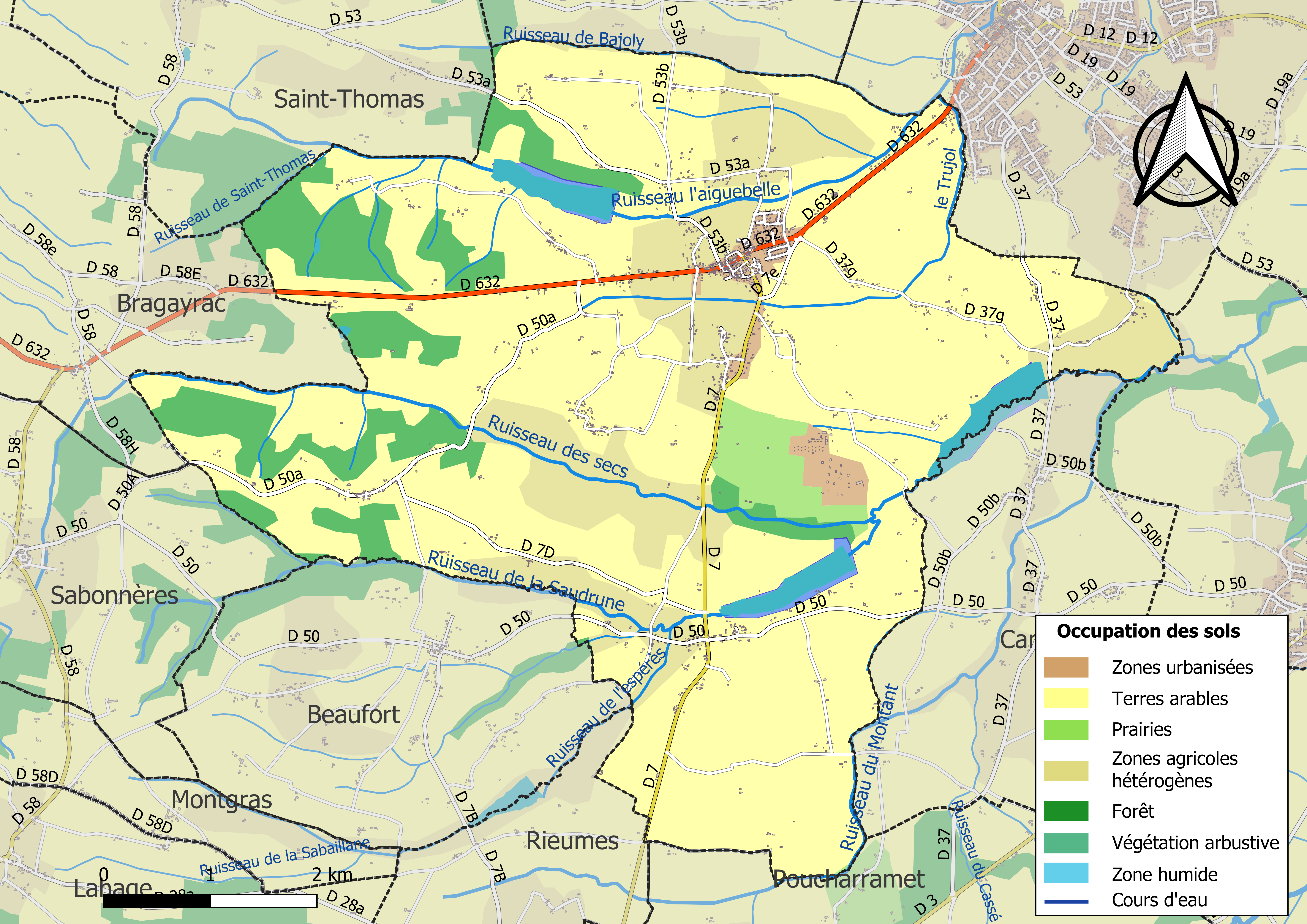
Kaart van de gemeente met belangrijkste infrastructuur, bodemgebruik en omliggende gemeenten

## Demografie
De figuur toont het verloop van het inwonertal (bron: INSEE-tellingen).